# 阿基乌斯
阿基乌斯（英語：Lucius Accius），（前170年—前86年）。来自皮萨乌鲁姆的剧作家和诗人。他的作品仅有约700行流传至今，其中包括主要以希腊悲剧为主的46行悲剧残篇以及两部历史剧《埃涅阿斯的后人》（又称《德基乌斯》）和《布鲁图斯》。其他作品有《编年史》，有关历法和节日的六音步诗作《教诲》，他的大部分时间居于罗马，他在拉丁文学发展的过程中较有影响，其作品被西塞罗引用，维吉尔也受其影响。

## 扩展阅读
- 本条目包含来自公有领域出版物的文本: Chisholm, Hugh (编).  (第11版). London: Cambridge University Press. 1911.